# Morro da Favela (quadro)
Morro da Favela é uma pintura a óleo de 1924 da artista brasileira Tarsila do Amaral.
A obra retrata um casario e pessoas simples, na totalidade negros, em um morro com caminhos de terra batida e vegetação natural, numa visão idílica oscilando entre o rural e o urbano e com cores caipiras. Esta tela faz parte da "Fase Pau-Brasil" da artista, que tenta redescobrir o Brasil, adotando cores e temas acentuadamente tropicais e brasileiros.